# Pierce-Arrow Model 66
Pour les articles homonymes, voir Model 66.
L'automobile Pierce-Arrow Model 66-A est un modèle de voiture de tourisme produite par la firme américaine Pierce-Arrow de 1913 à 1919.

## Modèles
Le Model 66-A-1 de 66 HP sort en 1913, en même tant que le Model 38-C-1 de 38 HP et le Model 48-B-1 de 48 HP. Le modèle évolue ensuite : Model 66-A-2 en 1914, Model 66-A-3 en 1915, Model 66-A-4 en 1916. La production se concentre fin 1918 sur le seul Model 48-B-5 et seuls quelques exemplaires du Model 66-A-5 sont construits. La production cesse en 1919.
Des carrosseries variées sont proposées, sur un châssis d'empattement 147,5 pouces (3 746,5 mm),. Tous les modèles ont un moteur 6 cylindres 5 × 7 pouces (114,3 × 177,8 mm), ce qui leur donne une cylindrée record,.